# Communauté de communes Côtes de Champagne et Saulx
Die Communauté de communes Côtes de Champagne et Saulx war ein französischer Gemeindeverband mit der Rechtsform einer Communauté de communes im Département Marne in der Region Grand Est. Der Gemeindeverband wurde am 29. Mai 2013 gegründet und umfasste 35 Gemeinden. Der Verwaltungssitz befand sich im Ort Vanault-les-Dames.

## Historische Entwicklung
Der Gemeindeverband entstand mit Wirkung vom 1. Januar 2014 durch die Fusion der Vorgängerorganisationen
- Communauté de communes des Côtes de Champagne,
- Communauté de communes Champagne et Saulx
- Communauté de communes de Saint-Amand-sur-Fion und
- Communauté de communes des Trois Rivières.

Am 1. Januar 2017 wurde der Gemeindeverband mit fünf der sieben Gemeinden der Communauté de communes Saulx et Bruxenelle (Étrepy, Pargny-sur-Saulx, Blesme, Saint-Lumier-la-Populeuse, Sermaize-les-Bains) zur neuen Communauté de communes Côtes de Champagne et Val de Saulx zusammengeschlossen.

## Ehemalige Mitgliedsgemeinden
1. Alliancelles
2. Bassu
3. Bassuet
4. Bettancourt-la-Longue
5. Bignicourt-sur-Saulx
6. Brusson
7. Le Buisson
8. Bussy-le-Repos
9. Changy
10. Charmont
11. Heiltz-le-Maurupt
12. Heiltz-l’Évêque
13. Jussecourt-Minecourt
14. Lisse-en-Champagne
15. Merlaut
16. Outrepont
17. Plichancourt
18. Ponthion
19. Possesse
20. Reims-la-Brûlée
21. Saint-Amand-sur-Fion
22. Saint-Jean-devant-Possesse
23. Saint-Lumier-en-Champagne
24. Saint-Quentin-les-Marais
25. Sogny-en-l’Angle
26. Val-de-Vière
27. Vanault-le-Châtel
28. Vanault-les-Dames
29. Vauclerc
30. Vavray-le-Grand
31. Vavray-le-Petit
32. Vernancourt
33. Villers-le-Sec
34. Vitry-en-Perthois
35. Vroil